# Dabakala (departement)
Dabakala är ett departement i Elfenbenskusten. Det ligger i regionen Hambol, i den centrala delen av landet, 190 km nordost om huvudstaden Yamoussoukro.